# Hochstift Augsburg
Das Hochstift Augsburg war bis zur Säkularisation Anfang des 19. Jahrhunderts der weltliche Herrschaftsbereich des Fürstbischofs von Augsburg.

## Geschichte
Das Hochstift Augsburg entstand im 11. bis 13. Jahrhundert aus verschiedenen Erwerbungen der Bischöfe von Augsburg. Eine bedeutende Vergrößerung erfuhr es 1059, als die Kaiserin-Witwe Agnes von Poitou, die für ihren unmündigen Sohn Heinrich die Reichsverweserschaft führte, dem Augsburger Bischof Heinrich II. den Wildbann zwischen Lech, Iller, Wertach und Singold verlieh.  Schon um 1450 war das Hochstift ein relativ geschlossenes Territorium.  1453 bestätigte Herzog Siegmund von Tirol dem  regierenden Augsburger Fürstbischof Peter von Schaumberg die Rechte des Hochstifts  über dessen Besitzungen im Inntal und an der Etsch.
Heftige Auseinandersetzungen gab es ab dem 13. Jahrhundert zwischen der zunehmend selbstständigeren Reichsstadt Augsburg und dem Hochstift, so dass es im 15. Jahrhundert zur Verlegung der Hauptresidenz der Fürstbischöfe nach Dillingen an der Donau kam. Fürstbischof Otto Truchseß von Waldburg gründete 1549 die Universität Dillingen, unterstellte sie 1563 der Leitung der Jesuiten und machte sie zu einem Zentrum der Gegenreformation. Der letzte Fürstbischof von Augsburg und Herrscher des bei der Säkularisation 1802/03 aufgelösten Hochstifts war Clemens Wenzeslaus von Sachsen. Der Besitz des Hochstifts innerhalb der Stadt Augsburg kam zunächst an die Reichsstadt Augsburg. Durch den Pressburger Frieden vom 26. Dezember 1805 verlor Augsburg, das bereits am 21. Dezember von bayerischen Truppen besetzt worden war, die Reichsfreiheit und fiel ebenfalls an das Königreich Bayern.

## Galerie

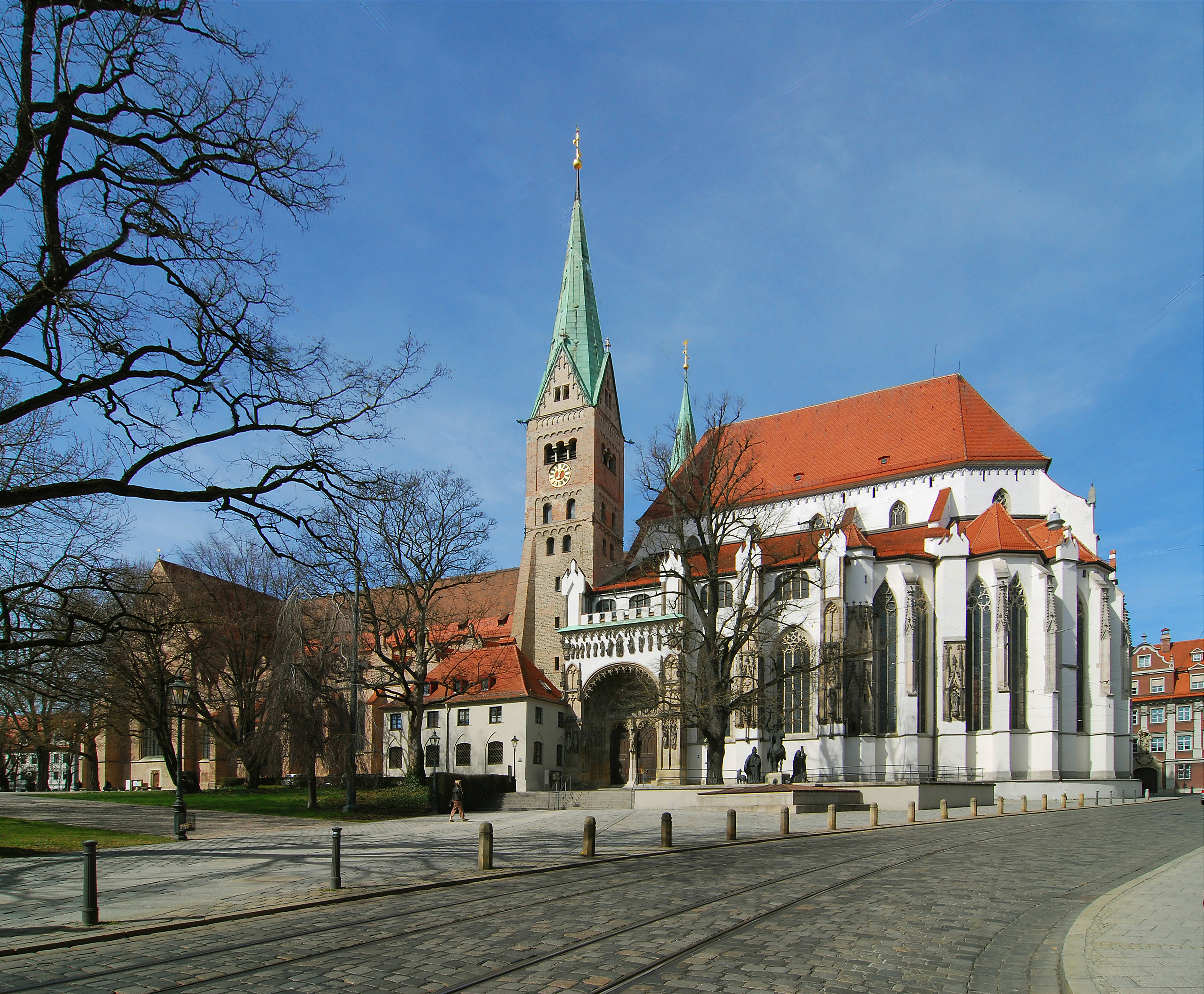
Die Hohe Domkirche zu Augsburg
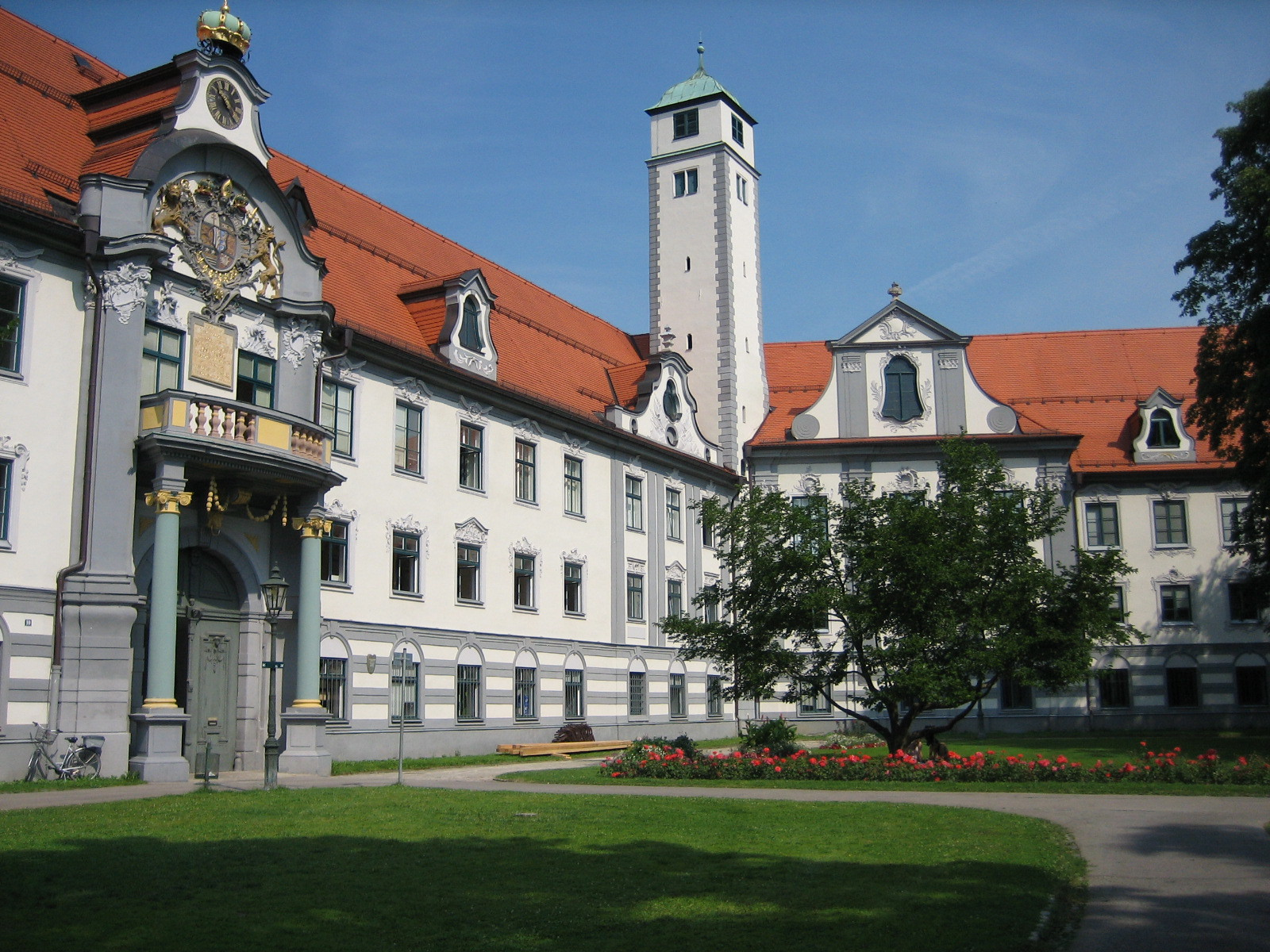
Fürstbischöfliche Residenz
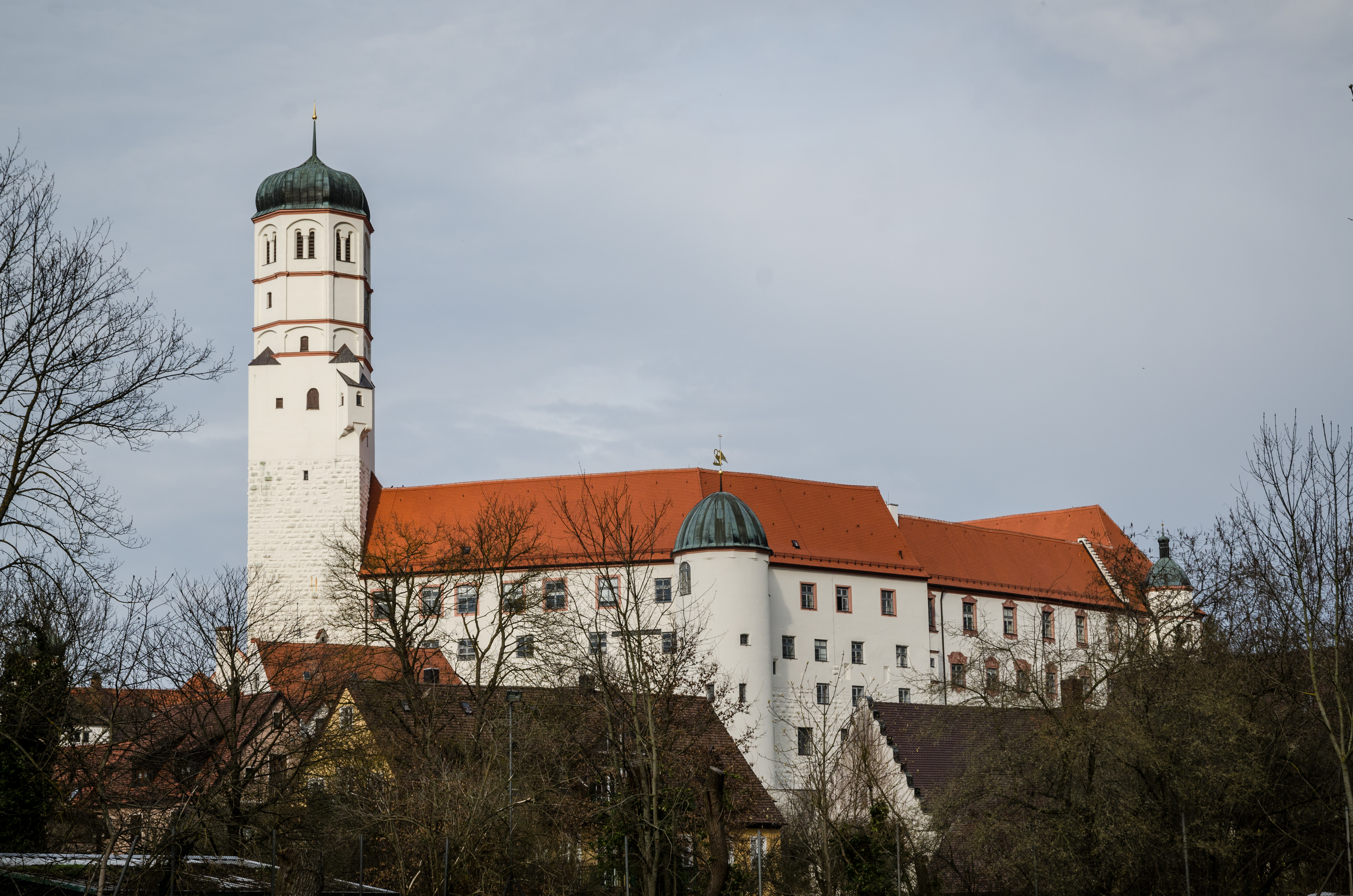
Schloss Dillingen
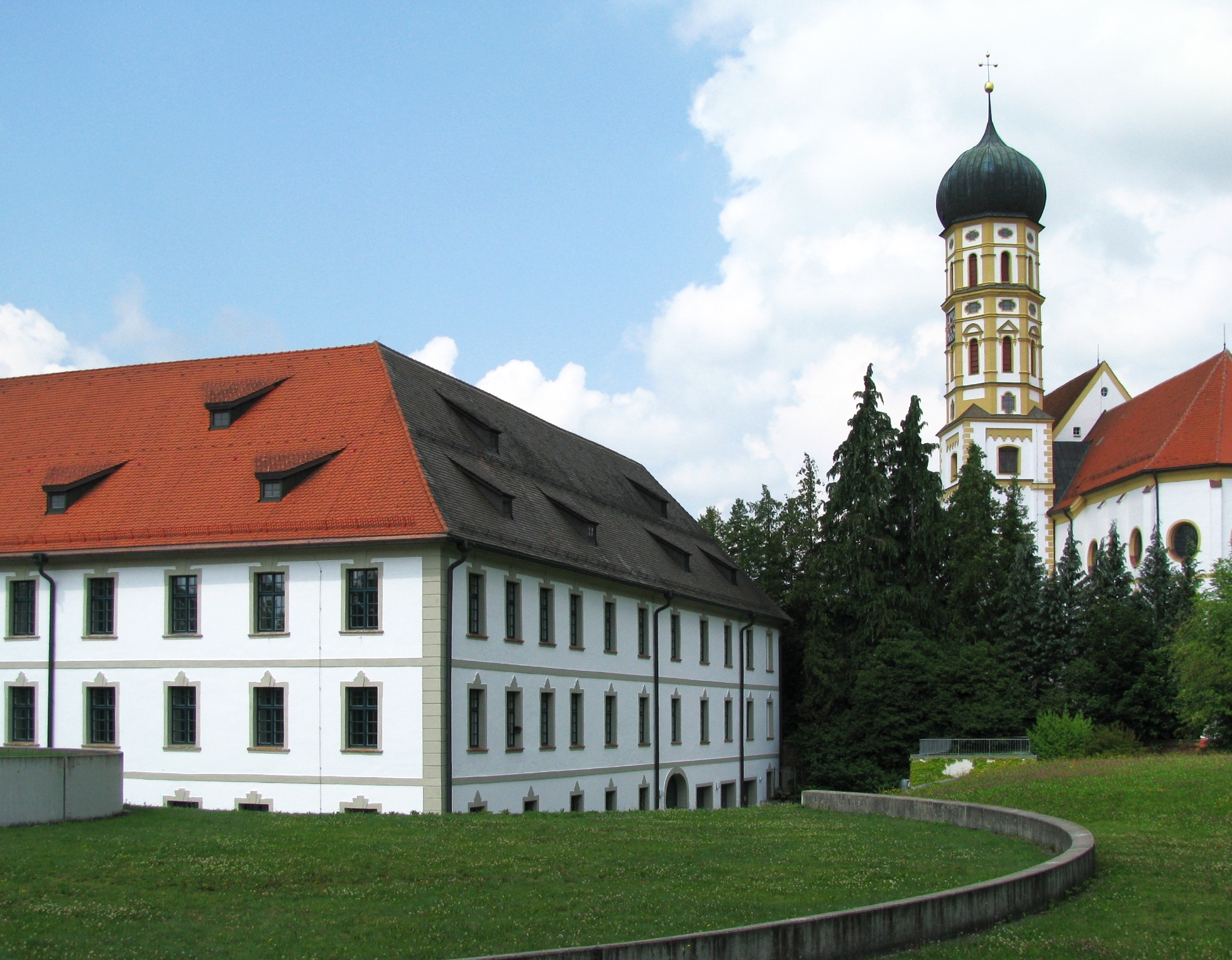
Schloss Marktoberdorf
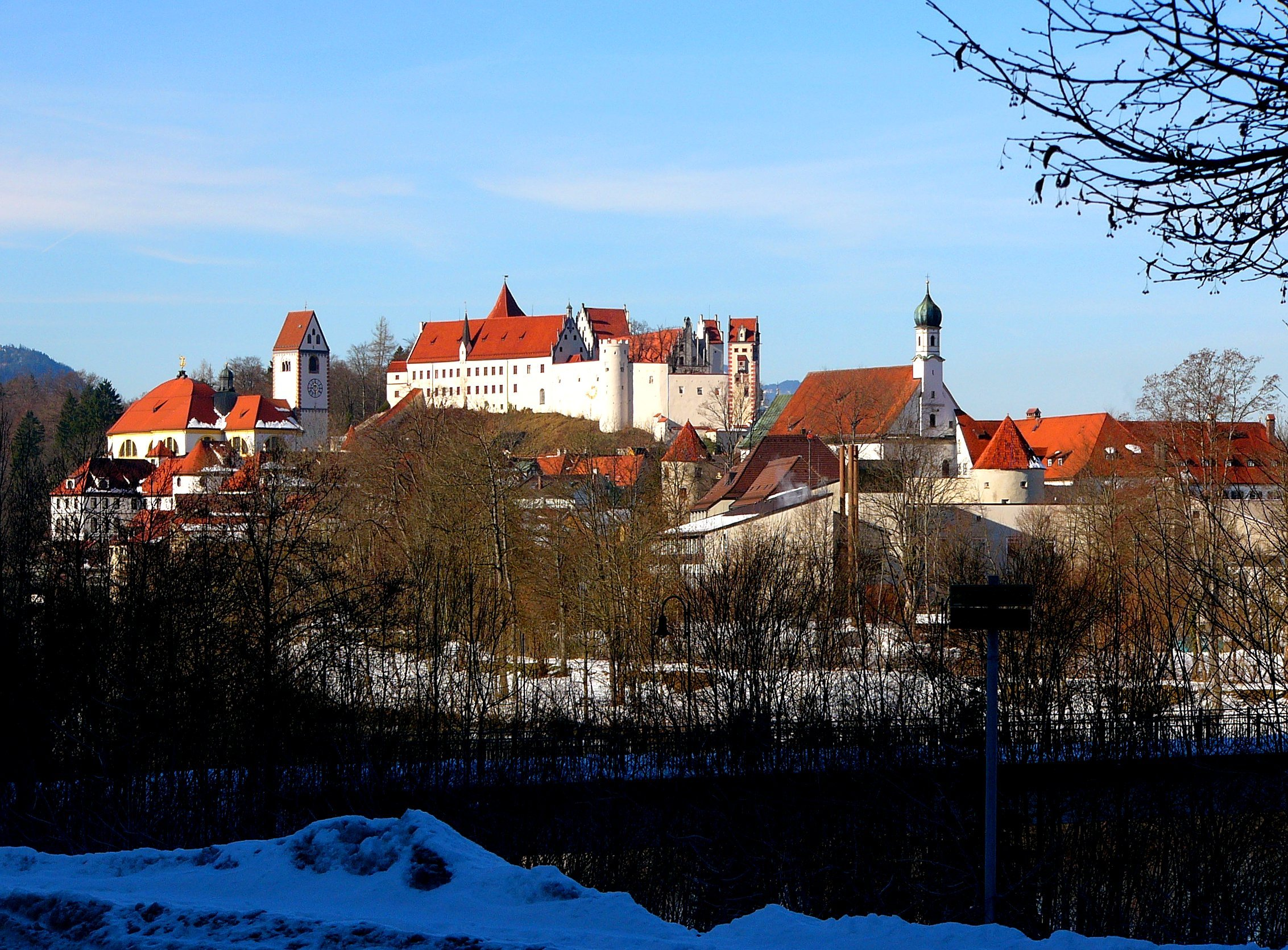
Hohes Schloss Füssen
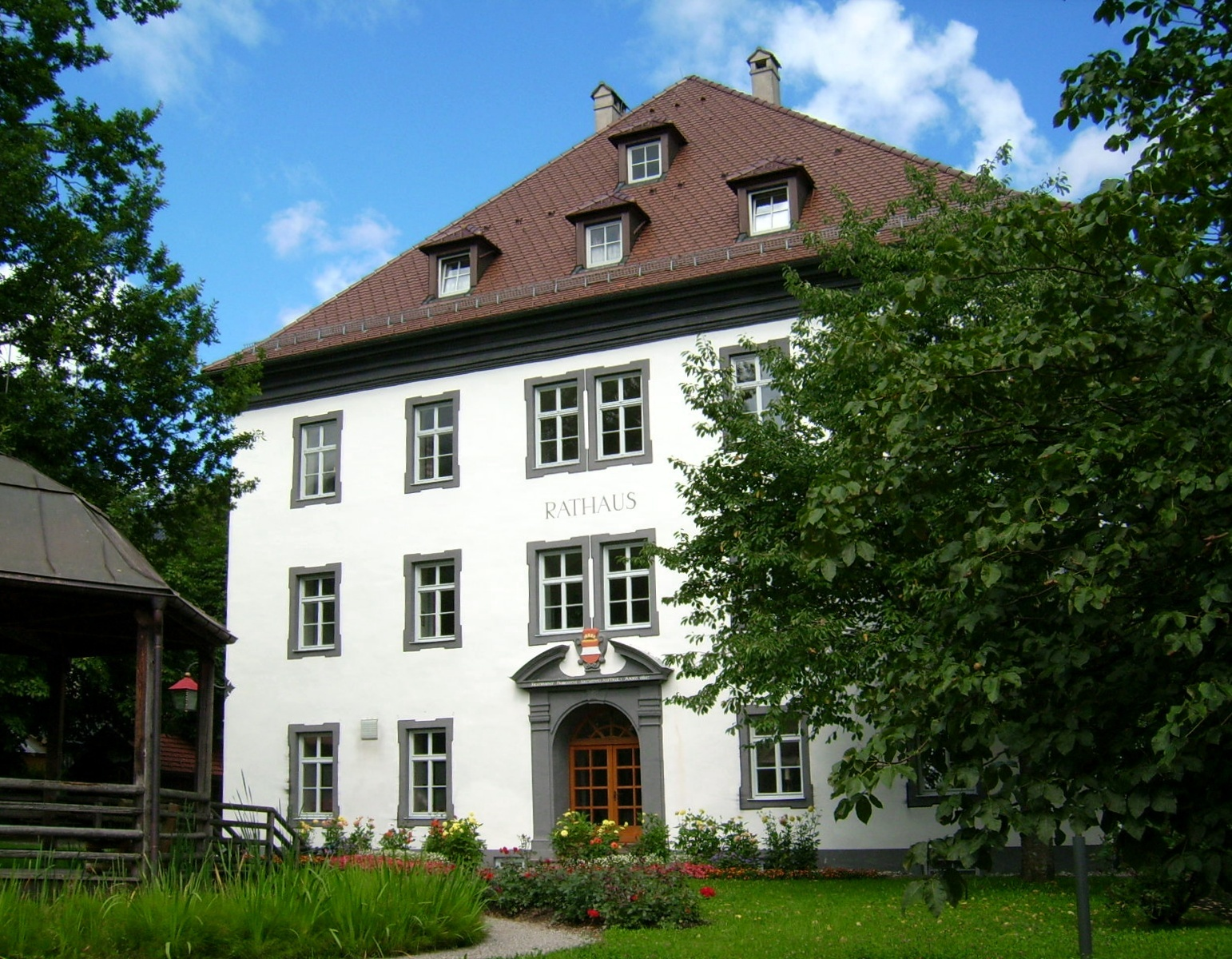
Schloss Hindelang (jetzt Rathaus)

## Ausdehnung und Verwaltungsgliederung

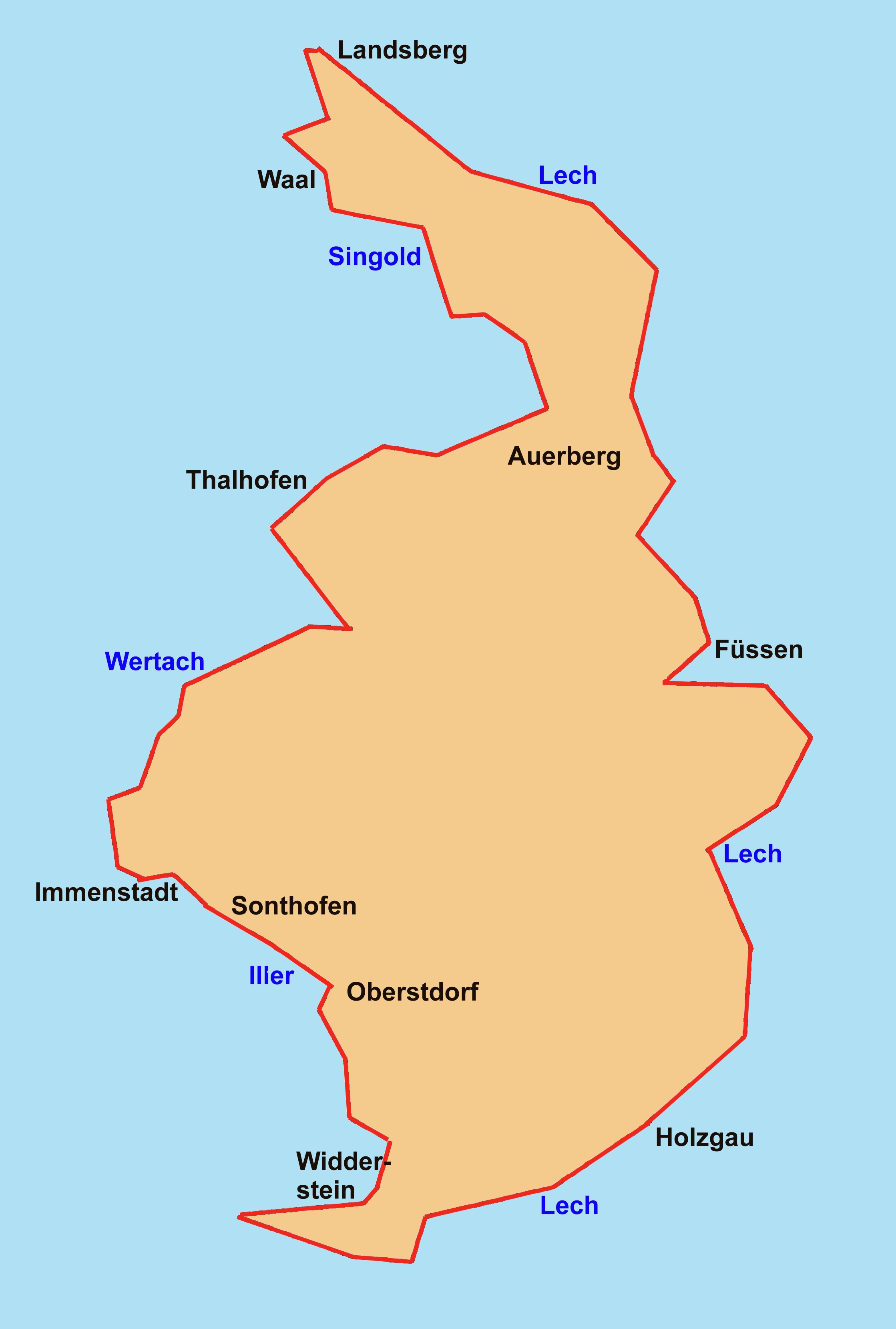
Grenzen des Augsburger Wildbannes von 1059

Das Hochstift erstreckte sich vom Norden (Pflegamt Westendorf) über den Westen (Pflegamt Zusmarshausen) und die Ämter in der Augsburger Straßvogtei (Pflegämter Bobingen und Schwabmünchen) bis in das Allgäu. Es umfasste zur Zeit der Säkularisation 1802 eine Fläche von circa 3000 Quadratkilometern und wies eine Bevölkerung von rund 100.000 grund- oder gerichtsuntertänigen Einwohnern aus. Die Residenzen der Augsburger Fürstbischöfe waren Augsburg und Dillingen, wo die bischöfliche Hauptresidenz lag. Sommer- bzw. Nebenresidenzen gab es auch in Oberdorf (heute Marktoberdorf), Füssen und Bad Hindelang.
- Rentamt Augsburg: Grundherrschaft und Gerichtsbarkeit in der Bischofspfalz (vor 1316) und Pfersee (1710), dort Kondominat mit St. Jakobspfründe Augsburg.
- Pflegamt Aislingen: Aislingen (1498), Gundremmingen (1492), Ortsherrschaft geteilt mit Damenstift Edelstetten, Glöttweng (1684), Konzenberg (1684), Rieden an der Kötz (1791), Splitterbesitz in Schnuttenbach
- Vogtamt Bobingen (1492): Grundherrschaft und geteilte Dorfherrschaft in Bobingen (1452), Kameralgut Straßberg (1772), Wehringen (1675)
- Pflegamt Buchloe (1581): Buchloe, Stadtherrschaft, zugleich Pflegamt Helmishofen. Landeshoheitsansprüche in der Straßvogtei, (Bronnen, Emmenhausen, Gutenberg, Kleinkitzighofen, Lamerdingen, Oberostendorf, Stöttwang, Thalhofen).
  - Amtssprengel: Buchloe (1363), Dillishausen mit Eschenlohmühle (1618), Gennachhausen (1772), Gerbishofen (1600), Eldratshofen, Großkitzighofen (1785) Helmishofen mit Herrschaft Altensberg (1473), Aufkirch, Blonhofen, Gerbishofen, Frankenried, Honsolgen mit Hausen (1785), Jengen (1454), Herrschaft Koneberg (1673), Lindenberg (1618), Menhofen (1594), Schöttenau
- Stadtammannamt Dillingen/Donau: Stadtherrschaft und Grundherrschaft
  - Amtssprengel: Stadt Dillingen (vor 1316), Nordfelden (1396)
- Rentamt Dillingen/Donau (bis 1789): Geschlossene Landherrschaft, Grundherrschaft
  - Amtssprengel: Dillingen (vor 1316), Donaualtheim (1627), Eppisburg (1602), Fristingen (1440), Gremheim (1361–1783), Mörslingen, Frauenstift Reistingen (vor 1316), Riedsend, Schretzheim (1344), Propstei Steinheim, Weisingen (1454), Wittislingen (1373)
- Propstei/Pflegamt Füssen: Stadtgericht Füssen (1322), geteilte Stadtherrschaft mit der Bürgerschaft; Propstei Füssen mit Amtssprengel: Bernbeuren (1448), Burggen (1399), Hopfen, Pfronten, Rieden, Roßhaupten (1501), Seeg (vor 1316)
- Pflegamt Göggingen-Inningen: Göggingen (1401), Inningen (1621)
- Pflegamt Leeder: Herrschaft Leeder (1661), Vogtei Denklingen (1350), Menhofen (1494)
- Pflegamt Münsterhausen (1789): Münsterhausen
- Pflegamt Nesselwang: Geschlossener Pflegamtssprengel (vor 1316): Bayerstetten, Gschwend, einzelne Höfe in Görisried, Hertingen, Hörich, Lachen, Niederhöfen, Rindegg, Schicken, Schneidbach, Thal, Voglen, Wank
- Pflegamt Markt Oberdorf: Vogtei Bertoldshofen-Oberdorf (1330) mit den Orten Bertoldshofen, Steinbach, Stötten, Oberdorf; Rettenbach (1453), Leuterschach und Wald (1493), Vogtei Bidingen (1506), Weibletshofen und Thalhofen; Korbsee (1559), Herrschaft Ottilienberg (1610), Vogtei Sulzschneid (1616), Ingenried, Habertshofen und Dietlried (1758), Altsdorf, Bernbach, Ebenhofen, Görisried, Kraftisried, Oberthingau, Reinhartsried, Remnatsried, Rieder, Ruderatshofen, Unterthingau, Wald
- Pflegamt Pfaffenhausen: Pfaffenhausen Hasberg, Winzer, Geismarkt (1505), Nattenhausen (1553)
- Pflegamt Schönegg: Dietershofen, Engishausen, Innberg, Nattenhausen (zeitweilig), Oberschönegg, Oberroth, Unterroth
- Pflegamt Schwabmünchen: Geyernburg, Schwabmünchen und Teile der Straßvogtei
- Pflegamt Sonthofen-Rettenberg: Gericht Sonthofen (1466) mit Pfarrei Altstädten, Sonthofen und Hindelang (1666); Gericht Rettenberg (1335) mit Pfarrei Vorderburg, Stephansrettenberg, Agathazell, Maiselstein, Ried, Ottacker, Petersthal, Moosbach; Gericht Oberstdorf (1477) mit Pfarrei Oberstdorf und Burg Schöllang; Gericht Wertach mit Pfarrei Wertach und Mittelberg (1403)
- Pflegamt Weisingen (1789): Eppisburg (1602), Fristingen (1440), Weisingen (1454), Riedsend (1602); früher alle zum Rentamt Dillingen gehörend
- Pflegamt Kühlental, später Pflegamt Westendorf: Fertingen, Kühlental (1361), Ostendorf (1683), Rieblingen (1710), Waltershofen, Westendorf
- Pflegamt Wittislingen (1789): Donaualtheim (1627), Schretzheim (1344), Reistingen (1461), Wittislingen (vor 1316), früher alle zum Rentamt Dillingen gehörend
- Pflegamt Zusmarshausen: Zusmarshausen (1395), Wollbach (1461), Streitheim (1466), Horgauergreut (1500), Lindgraben, (1434), Salenbach, Schäfstoß/Burgstall (1400), Vallried
- Reichsvogtei Aitrang (1354): nur Einzelrechte
- Propstamt Bozen (vor 1316): nur Einzelrechte[4]
- Zollamt Lurx am Brenner (vor 1316): nur Einzelrechte[5]